# دومينيك دروبسي
دومينيك دروبسي (9 ديسمبر 1951 في ليوز) (بالفرنسية: Dominique Dropsy)‏ لاعب كرة قدم فرنسي معتزل كان يجيد اللعب في مركز حارس مرمى .
لعب دروبسي في أندية فالينسيان (1970-1973) ستراسبورغ (1973-1984) بوردو (1984-1990) .
شارك دروبسي مع منتخب فرنسا في 17 مباراة دولية في الفترة من 1978 إلى 1981 . تم استدعاء دروبسي للمشاركة في بطولة كأس العالم لكرة القدم 1978 التي أقيمت في الأرجنتين . لعب دروبسي في المباراة الثالثة التحصيلية في الدور الأول أساسيا أمام منتخب المجر وانتهت بالفوز 3/1.

## روابط خارجية
- دومينيك دروبسي على موقع الاتحاد الدولي (مؤرشف)  (الإنجليزية)
- دومينيك دروبسي على موقع قاعدة بيانات كرة القدم.إي يو (الإنجليزية)
- دومينيك دروبسي على موقع ليكيب (الفرنسية)
- دومينيك دروبسي على موقع ناشيونال فوتبول تيمز (الإنجليزية)
- دومينيك دروبسي على موقع عالم كرة القدم.نت (الإنجليزية)